# Herb Czechowic-Dziedzic
Herb Czechowic-Dziedzic – jeden z symboli miasta Czechowice-Dziedzice i gminy Czechowice-Dziedzice w postaci herbu przyjęty uchwałą nr XVI/127/07 Rady Miejskiej w Czechowicach-Dziedzicach z 28 grudnia 2007 roku.

## Wygląd i symbolika
Herb przedstawia tarczę dwudzielną w słup, w polu błękitnym półorzeł złoty, w polu błękitnym postać św. Andrzeja Boboli (patrona miasta) w szacie czarnej.

## Historia

Herb używany w latach 1975–2001

Zanim połączono wsie Czechowice i Dziedzice, obie miały swoje herby z elementami typowymi dla symboliki wiejskiej: Dziedzice – postać oracza na błękitnym polu; Czechowice – złoty snopek z umieszczonym nad nim srebrnym sierpem w błękitnym polu. Błękitny kolor tarczy jest typowy dla herbów śląskich. Po połączeniu i nadaniu praw miejskich w 1951 roku, nowo powstałe miasto – Czechowice-Dziedzice używało herbu Czechowic. Po 25 latach, w styczniu 1975 został zatwierdzony nowy herb miasta, autorstwa Michała Klisia wybrany w drodze konkursu. Herb zawierał w błękitnym polu sześciokątny symbol benzenu w kolorze pomarańczowym, którego pionowe ściany tworzyły dwa złote kłosy zboża, a jego białe wnętrze było wypełnione fragmentem koła zębatego w kolorze szarym. Symbolizowało to przemysł (chemiczny, ciężki) oraz rolnictwo. Herb ten został także przyjęty przez samorząd i potwierdzony w pierwszym Statucie Gminy Czechowice-Dziedzice z 1990 roku.
W 1999 roku zostało zlecone opracowanie nowego herbu Zbigniewowi Solarskiemu, autorowi herbów kilku miast, gmin i powiatów. Solarski zaproponował złotego półorła śląskiego oraz postać św. Andrzeja Boboli na błękitnym polu. Zaprojektowano również flagę miejską – błękitną z czarnym pasem u dołu i umieszczonymi centralnie elementami herbu. 26 czerwca 2001 roku Rada Miejska ustanowiła je jako nowy herb miasta i flagę miejską